# Paragabara
Paragabara é um gênero de traça pertencente à família Arctiidae.